# Edsån, Västergötland
Edsån är ett vattendrag i Västergötland som förbinder sjöarna Unden och Viken och ingår i Motala ströms huvudavrinningsområde via Vättern. Dess norra, övre, lopp utgör gräns mellan Töreboda och Karlsborgs kommun. Ån är omkring åtta kilometer lång och fallhöjden cirka 24 meter. Den rinner ut från Unden vid Hallerud och in i Viken vid Sätra, där den passerar under Länsväg 202. Vattendraget är reglerat.

## Edsåns dämningsområde
Två av dammarna i Edsån har betydande yta, nämligen:
- Edsåns dämningsområde (Undenäs socken, Västergötland), sjö i Karlsborgs kommun, 58°42′24″N 14°21′33″Ö / 58.7067°N 14.3592°Ö (18,6 ha)
- Edsåns dämningsområde, Västergötland, sjö i Karlsborgs kommun och Töreboda kommun, 58°44′17″N 14°22′38″Ö / 58.7381°N 14.3772°Ö (1,08 km²)